# Synagoga Ari Aszkenazi w Safedzie
Synagoga Ari Aszkenazi (hebr. בית הכנסת האר"י האשכנזי) – czynna synagoga w Safedzie, na północy Izraela. Znajduje się przy ulicy Najara. Jest to jedna z dwóch sefardyjskich synagog w Safedzie poświęconych słynnemu rabinowi Izaakowi Luria, który był znany pod akronimem "ha-Ari".

## Historia
Synagoga Ari Aszkenazi w Safedzie została wybudowana w 1578 roku, w sześć lat po śmierci słynnego rabina Izaaka Luria (zmarł w 1572 r.). Wybudowali ją sefardyjscy imigranci z Grecji, w miejscu, gdzie zazwyczaj rabin Luria zbierał się ze swoimi uczniami na powitanie szabatu. Podczas nabożeństwa miał on zwyczaj opuszczać synagogę i iść z uczniami na pobliskie pole, aby powitać szabat. Sposób witania szabatu przez Ariego ma swoje odbicie wśród wspólnot żydowskich na świecie podczas śpiewania Lecha dodi, gdy modlący się zwracają się do wejścia do synagogi, aby „powitać” szabat. Synagogę nazwano na cześć rabina Izaaka Lurii, znanego pod akronimem "ha-Ari", co w języku hebrajsku znaczy lew i jest skrótem od Adonejnu Rabbejnu Izaak (nasz mistrz, nasz rabbi, Izaak).
Po przybyciu w XVIII wieku chasydów z Europy Wschodniej, synagoga zaczęła służyć Żydom aszkenazyjskim. Uległa zniszczeniu podczas trzęsienia ziemi w Galilei w 1837 roku, i została odbudowana w 1857 roku. Podczas I wojny izraelsko-arabskiej w 1948 roku na zewnętrzny dziedziniec spadł pocisk artyleryjski. Szrapnele wpadły do wnętrza synagogi, która była pełna ludzi szukających schronienia, jednak nikt nie został zraniony. Wydarzenie to uznano za jeden z cudów, które są przypisywane temu miejscu.

## Architektura
Synagoga jest małym kamiennym budynkiem. Nad wejściem na dziedziniec znajduje się hebrajski napis: „Godne podziwu jest to miejsce, synagoga błogosławionej pamięci Ariego”. Synagoga jest znana z barwnego i bogato zdobionego Aron ha-kodesz. Został on wyrzeźbiony z drewna oliwnego przez cieślę z Galicji w stylu wschodnioeuropejskim. Przedstawiono na nim liczne motywy roślinne, zwierzęce, biblijne oraz antropomorficzne przedstawienie lwa nawiązujące do akronimu rabina Lurii. Znajdująca się w centrum bima ma z boki dziurę po szrapnelu z czasów arabskiego oblężenia w 1948 roku. Istnieje obecnie tradycja wkładania do niej kartek z prośbami do Boga.
W niewielkim pomieszczeniu znajdującym się na tyłach synagogi, znajduje się rzeźbione krzesło Kise Elijahu (Krzesło Eliasza). Jest ono używane podczas ceremonii obrzezania.  Istnieje tradycja mówiąca, że każda para, która na nim usiądzie, doczeka się w ciągu roku syna.

## Nabożeństwa
Współcześnie synagoga służy jako miejsce modlitw dla chasydów i Żydów sefardyjskich. Odbywają się w niej regularne modlitwy, wykłady, ćwiczenia i różnorodne zajęcia edukacyjne. Jest ona zamknięta dla turystów w szabaty.